# 小行星2281
小行星2281（2281 Biela）是一颗绕太阳运转的小行星，为主小行星带小行星。该小行星于1971年10月26日发现。
該小行星以奧地利天文學家威廉·馮·比拉命名。

## 轨道参数
小行星2281的轨道半长轴为2.1881953 UA，离心率为0.145。